# Поникве (община Толмин)
Вижте пояснителната страница за други значения на Поникве.
Поникве (на словенски: Ponikve) е село в Словения, регион Горишка, община Толмин. Според Националната статистическа служба на Република Словения през 2015 г. селото има 174 жители.